# Фернандес, Уэйн
Уэйн Ферна́ндес (англ. Wayne Fernandes, 29 декабря 1978, Этобико, Канада) — канадский хоккеист (хоккей на траве), полевой игрок. Участник летних Олимпийских игр 2008 года, чемпион Америки 2009 года, серебряный призёр Панамериканского чемпионата 2004 года, чемпион Панамериканских игр 2007 года, серебряный призёр Панамериканских игр 2003 года.

## Биография
Уэйн Фернандес родился 29 декабря 1978 года в канадском городе Этобико (сейчас часть Торонто).
Начал заниматься хоккеем на траве в 10-летнем возрасте.
Играл за «ГОА Редс».
В 2002 году в составе сборной Канады завоевал золотую медаль Панамериканского чемпионата по индорхоккею в Роквилле.
Дважды выигрывал награды хоккейных турниров Панамериканских игр: серебро в 2003 году в Санто-Доминго, золото в 2007 году в Рио-де-Жанейро.
Дважды был медалистом Панамериканского чемпионата: выиграл серебро в 2004 году в Лондоне, золото в 2009 году в Сантьяго.
В 2008 году вошёл в состав мужской сборной Канады по хоккею на траве на летних Олимпийских играх в Пекине, занявшей 10-е место. Играл в поле, провёл 6 матчей, забил 2 мяча в ворота сборной ЮАР.